# Красный Яр (Балаковский район)
Красный Яр — село в Балаковском районе Саратовской области, в составе сельского поселения Быково-Отрогское муниципальное образование.
Население — 950 (2010).

## История
Удельное село Красный Яр упоминается в Списке населённых мест Российской империи по сведениям за 1859 год. Согласно Списку в селе Красный Яр, относившемся к Николаевскому уезду Самарской губернии и располагавшемся в 92 верстах от уездного города, насчитывалось 212 дворов, проживали 705 мужчин и 827 женщин, имелась православная церковь. 
После крестьянской реформы Красный Яр стал волостным селом Красноярской волости. Согласно населённых мест Самарской губернии по сведениям за 1889 год в селе проживали 1637 жителей (русские православного и раскольнического вероисповедания), насчитывалось 424 двора, имелись церковь и 16 ветряных мельниц. Земельный надел составлял 6158 десятин удобной и 691 десятину неудобной земли. Согласно переписи 1897 года в селе проживали 2207 человек, из них православных - 1819, старообрядцев (беглопоповцы и беспоповцы) - 387.
Согласно Списку населённых мест Самарской губернии 1910 года село населяли бывшие удельные крестьяне, преимущественно русские, православные и старообрядцы, 1097 мужчин и 1126 женщин (510 дворов), в селе имелись церковь, церковно-приходская мужская и женская школы, старообрядческий молитвенный дом, мельница, волостное правление, кредитное товарищество. 

## Физико-географическая характеристика
Село находится в Заволжье, на правом берегу реки Большой Иргиз, на высоте около 20-25 метров над уровнем моря. Почвы: в пойме Иргиза - пойменные нейтральные и слабокислые, над поймой - чернозёмы южные.
Село расположено примерно в 13 км по прямой в юго-западном направлении от районного центра города Балаково. По автомобильным дорогам расстояние до районного центра составляет 16 км, до областного центра города Саратов - 180 км.
Климат
Климат умеренный континентальный (согласно классификации климатов Кёппена - Dfa). Многолетняя норма осадков - 534 мм. Наибольшее количество осадков выпадает в декабре (59 мм), наименьшее в марте (31 мм). Среднегодовая температура положительная и составляет + 6,1 °С, средняя температура самого холодного месяца января -11,0 °С, самого жаркого месяца июля +22,5 °С.
Часовой пояс
Красный Яр, как и вся Саратовская область, находится в часовой зоне МСК+1. Смещение применяемого времени относительно UTC составляет +4:00.

## Население
Динамика численности населения по годам:
| Годы      | 1859 | 1889 | 1897 | 1910 | 2002 |
| --------- | ---- | ---- | ---- | ---- | ---- |
| Население | 1532 | 1319 | 2207 | 2223 | 1028 |

| 2002 | 2010 |
| ---- | ---- |
| 1028 | ↘950 |

Национальный состав
Согласно результатам переписи 2002 года русские составляли 93 % населения села.